# Венансіо Флорес
Венансіо Флорес Барріос (ісп. Venancio Flores Barrios; 18 травня 1808 — 19 лютого 1868) — уругвайський генерал і політик, 5-й конституційний президент країни, член урядового Тріумвірату 1853—1854 та президент Уругваю де-факто 1865—1868.

## Біографія
Брав участь у визвольному поході, що розпочався з висадки Тридцяти трьох Орієнтальців. 1839 року став головою партії Колорадо в департаменті Сан-Хосе. Також воював проти Мануеля Орібе та Хуана Мануеля де Росаса (1843-1851) та брав участь у битві при Каганчі.

### Тріумвірат і президентство
1852 року Флореса обрали на посаду мера Монтевідео. Наступного року, коли Хуан Франсіско Хіро подав у відставку, Флорес утворив «тріумвірат» з Фруктуосо Ріверою та Хуаном Антоніо Лавальєхою. Після смерті двох останніх 1853 та 1854 року відповідно Флорес залишився єдиним, хто здійснював виконавчу владу.
На виборах, що відбулись 12 березня 1854 року, Генеральна асамблея обрала Флореса новим президентом. Однак у серпні 1855 року стався заколот консерваторів, військова революція проти чинного президента, який був змушений тікати зі столиці. Повстанці створили тимчасовий уряд під головуванням дона Луїса Ламаса. Сторони досягнули домовленості уникати військового протистояння, і конфлікт завершився мирним шляхом.
Флорес зустрівся з Генеральною асамблеєю, розпущеною революціонерами і 10 вересня 1855 подав у відставку з посади президента, що була неминучою, досягнувши консенсусу з президентом Сенату, доном Мануелем Базіліо Бустаманте. Революціонери прийняли нового тимчасового правителя та склали зброю.

### Діяльність у Санта-Фе
1856 року разом з Арредондо він оселився в провінції Ентре-Ріос (Аргентина), активно зайнявшись аргентинсько-уругвайськими відносинами, підтримуючи централізовану державу Буенос-Айрес, керовану унітаріанами.

### Визвольний хрестовий похід

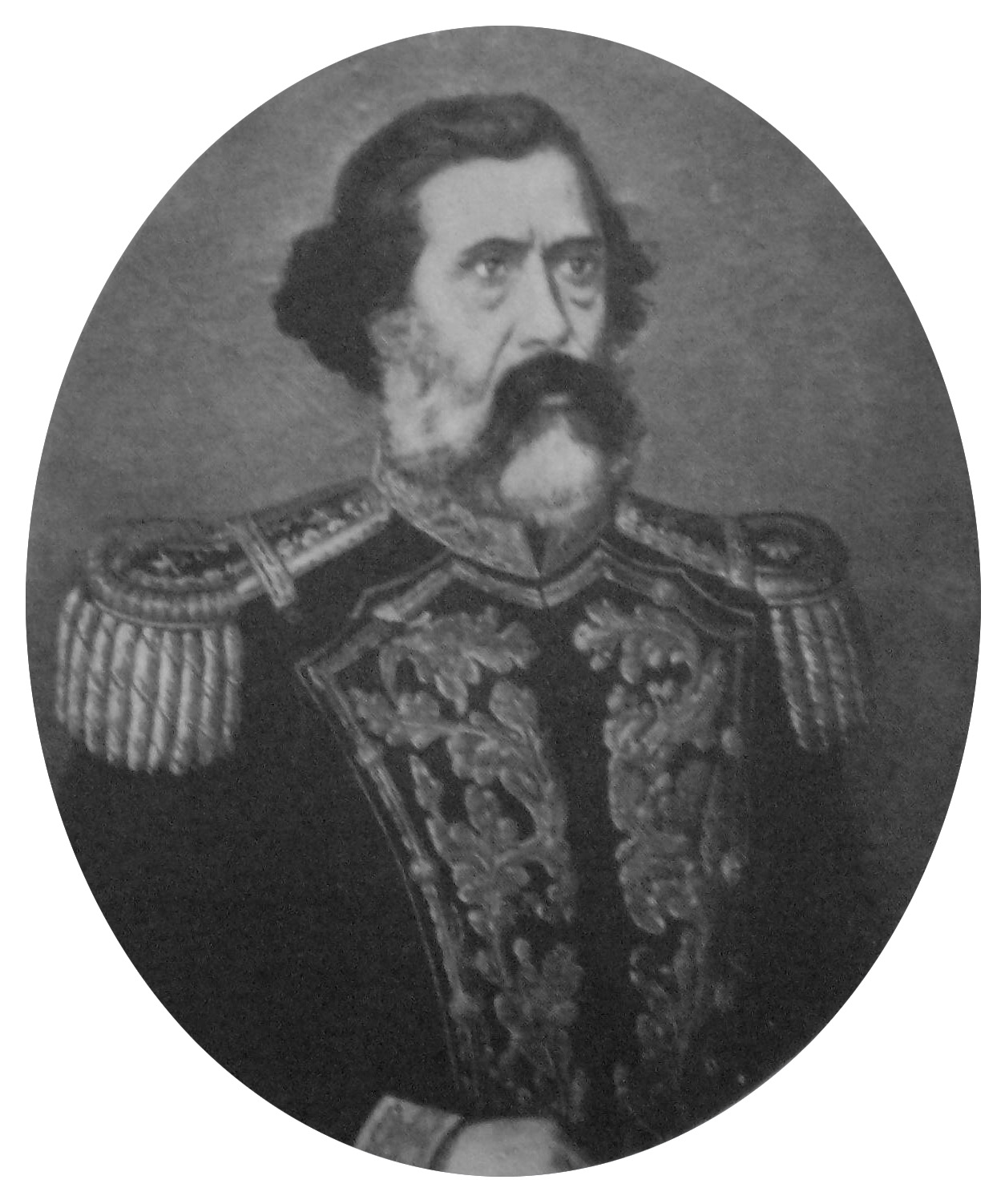
Генерал Вернансіо Флорес

19 квітня 1863 року Флорес очолив революцію, в результаті якої почалась громадянська війна, яку сам Флорес назвав «Визвольним хрестовим походом».
Він переміг уругвайських націоналістів у битві під Кокімбо (червень 1863) та Каньясом (липень 1863). Того ж місяця він зрадив свою країну, прийнявши військову допомогу Бразильської імперії — тих, хто оголосив війну Уругваю — й унітаріатів Буенос-Айреса.
4 серпня 1864 року Флорес окупував Флориду, а захисників міста було розстріляно (нині місто — столиця однойменного департаменту). У січні 1865 Флорес захопив Пайсанду, взяту в облогу бразильцями, та наказав розстріляти всіх офіцерів.
20 лютого 1865 року Флорес увійшов до Монтевідео.

### Тимчасовий уряд
1865 року взяв на себе керівництво Уругвайською державою, фактично ставши президентом, але формально обіймав посаду «Тимчасового губернатора». У березні того ж року долучився разом із Бразильською імперією та унітаріатами Буенос-Айреса до війни Потрійного Альянсу проти Парагваю.
1866 року було затверджено Господарський кодекс, а наступного року в Уругваї було вперше встановлено телеграфний зв'язок із Буенос-Айресом та відкрито центральний корпус поштової адміністрації. Наступного року було затверджено Цивільний кодекс та відкрито першу мережу кінних трамваїв. Ще одним досягненням уряду Флореса стало виділення перших коштів на будівництво залізничних ліній.

### Убивство

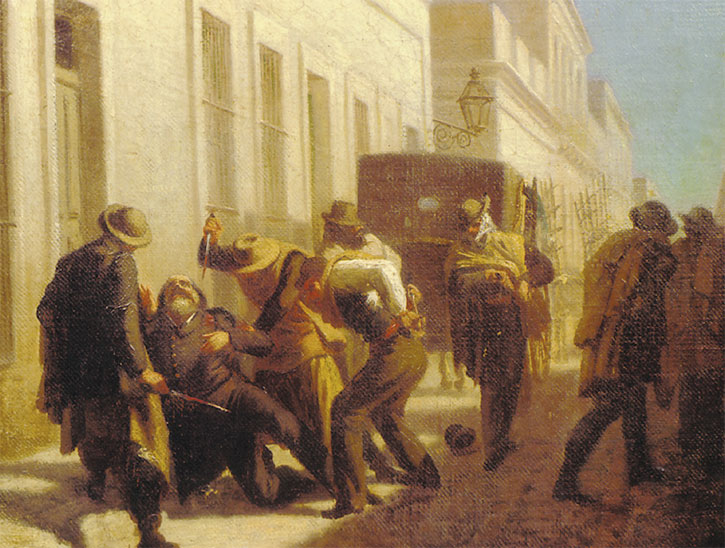
Убивство генерала Венансіо Флореса (19 лютого 1868), картина уругвайського живописця Хуана Мануеля Бланеса

Правління уряду Венансіо Флореса завершилось 15 лютого 1868. За чотири дні за доволі суперечливих обставин Флореса було вбито в Монтевідео групою невідомих осіб.

## Пам'ять
У грудні 1885 року за президентства Максімо Сантоса на честь Венансіо Флореса було названо один з департаментів Уругваю.
1982 року уругвайський режисер Хуан Карлос Родрігес Кастро зняв фільм під назвою «Вони вбили Венансіо Флореса».